# Põdrala
Põdrala (em estoniano:  Põdrala vald) é um município rural estoniano localizado na região de Valgamaa.